# 莫里斯·卢卡斯
莫里斯·D·卢卡斯（英語：Maurice D. Lucas，1952年2月18日—）是美国NBA联盟的前职业篮球运动员。他在1974年的NBA选秀中第1轮第14顺位被芝加哥公牛选中。